# 奧弗曼 (喬治亞州)
奧弗曼（英語：Offerman）是一個位於美國喬治亞州皮爾斯縣的城市。

## 地方資料
根據2020年美國人口普查的數據，奧弗曼的面積為8.49平方千米，當中陸地面積為8.47平方千米，而水域面積為0.02平方千米。當地共有人口450人，而人口密度為每平方千米53人。